# Asturien-Rundfahrt
Die Asturien-Rundfahrt (span. Vuelta a Asturias) ist ein spanisches Straßenradrennen.
Das Etappenrennen führt durch die autonome Gemeinschaft Asturien und wird Ende April oder Anfang Mai über zwei Etappen ausgetragen. In früheren Jahren hatte das Rennen bis zu sieben Etappen und fand auch schon im Juni statt. Seit 2005 zählt das Rennen zur UCI Europe Tour und ist in die Kategorie 2.1 eingestuft. Seit 2008 trägt das Rennen den Namenszusatz Julio Alvarez Mendo nach dem im selben Jahr verstorbenen Präsidenten des asturianischen Radsportverbandes.
Von 2011 bis 2013 war das Rennen Subida al Naranco als Etappe in die Rundfahrt integriert.

## Palmarès
| Jahr                       | Sieger                     | Zweiter                        | Dritter                   |          |
| -------------------------- | -------------------------- | ------------------------------ | ------------------------- | -------- |
| 1925                       | Segundo Barruetabeña       | Victor Rojo                    | Manuel Castro             |          |
| 1926                       | Ricardo Montero            | Miguel Mucio                   | Manuel Castro             |          |
| 1927                       | Miguel Mucio               | Ricardo Montero                | Mariano Cañardo           |          |
| 1928                       | Ricardo Montero            | Mariano Cañardo                | Jean Mateu                |          |
| 1929-1946 keine Austragung |                            |                                |                           |          |
| 1947                       | Emilio Rodríguez           | Senén Blanco Diez              | Senén Mesa                |          |
| 1948-1949 keine Austragung |                            |                                |                           |          |
| 1950                       | Miquel Gual Bauzà          | Senén Mesa                     | Andrés Trobat             |          |
| 1951-1952 keine Austragung |                            |                                |                           |          |
| 1953                       | Antonio Gelabert           | Pere Sant i Alentà             | Vicente Iturat            |          |
| 1954                       | Bernardo Ruiz              | Dalmacio Langarica             | Manuel Rodríguez Barros   |          |
| 1955                       | Federico Bahamontes        | Francisco Alomar               | Gabriel Company           |          |
| 1956                       | Emilio Hernán Díaz Herrera | Antonio Suárez                 | Andrés Trobat             |          |
| 1957                       | Federico Bahamontes        | René Marigil                   | Antonio Suárez            |          |
| 1958-1967 keine Austragung |                            |                                |                           |          |
| 1968                       | Jesús Manzaneque           | Luis Balagué                   | Enrique Sanchidrián       |          |
| 1969                       | Andrés Oliva               | Enrique Sahagún                | José Manuel Fuente        |          |
| 1970                       | Antonio Martos Aguilar     | Francisco Javier Galdeano      | Antonio Menéndez          |          |
| 1971                       | Eduard Castelló i Vilanova | José Gómez del Moral           | Juan Zurano               |          |
| 1972                       | Agustín Tamames            | Jose Luis Viejo                | José Grande Sánchez       |          |
| 1973                       | Jesús Manzaneque           | José Pesarrodona               | Pedro Torres              |          |
| 1974                       | Juan Manuel Santisteban    | Agustín Tamames                | José Martins Freitas      |          |
| 1975                       | Miguel María Lasa          | José Antonio González Linares  | Luis Ocaña                |          |
| 1976                       | Santiago Lazcano           | Jose Luis Viejo                | Txomin Perurena           |          |
| 1977                       | Vicente López Carril       | José Nazabal                   | Klaus-Peter Thaler        |          |
| 1978                       | Enrique Martínez Heredia   | Bernardo Alfonsel              | José Enrique Cima         |          |
| 1979                       | Alberto Fernández Blanco   | Faustino Fernández Ovies       | Ángel Arroyo              |          |
| 1980                       | Faustino Rupérez           | Ángel Arroyo                   | Juan Pujol                |          |
| 1981                       | Ángel Arroyo               | Eduardo Chozas Olmo            | Pedro Muñoz               |          |
| 1982                       | Jeronimo Ibáñez Escribano  | Faustino Rupérez               | Álvaro Pino               |          |
| 1983                       | Pedro Muñoz                | Álvaro Pino                    | Faustino Rupérez          |          |
| 1984                       | Faustino Rupérez           | Alberto Fernández Blanco       | Jesús Ignacio Ibáñez Loyo |          |
| 1985                       | Jesús Blanco Villar        | Reimund Dietzen                | Ángel Camarillo           |          |
| 1986                       | Jesús Rodríguez Magro      | Vicente Belda                  | Guillermo Arenas          |          |
| 1987                       | Iñaki Gastón               | Julián Gorospe                 | Anselmo Fuerte            |          |
| 1988                       | Rolf Gölz                  | Federico Echave                | Jaanus Kuum               |          |
| 1989                       | Gert-Jan Theunisse         | Jaanus Kuum                    | Álvaro Pino               |          |
| 1990                       | Raúl Alcalá                | Miguel Indurain                | Javier Murguialday        |          |
| 1991                       | Pēteris Ugrjumovs          | Jesús Rodríguez Magro          | Erik Breukink             |          |
| 1992                       | Alex Zülle                 | Tony Rominger                  | Jesús Montoya             |          |
| 1993                       | Erik Breukink              | Peter Meinert Nielsen          | Pedro Delgado             |          |
| 1994                       | Abraham Olano              | Pedro Delgado                  | Félix García Casas        |          |
| 1995                       | Beat Zberg                 | Íñigo Cuesta                   | Miguel Indurain           |          |
| 1996                       | Miguel Indurain            | Fernando Escartín              | Marcelino García          |          |
| 1997                       | Manuel Fernández Ginés     | Abraham Olano                  | Fernando Escartín         |          |
| 1998                       | Laurent Jalabert           | José María Jiménez             | Santiago Blanco           |          |
| 1999                       | Juan Carlos Domínguez      | Roberto Laiseka                | Fernando Escartín         |          |
| 2000                       | Joseba Beloki              | Alberto López de Munain        | Igor González de Galdeano |          |
| 2001                       | Juan Carlos Domínguez      | Joan Horrach                   | Alex Zülle                |          |
| 2002                       | Leonardo Piepoli           | David Bernabéu                 | Joseba Beloki             |          |
| 2003                       | Fabian Jeker               | Juan Miguel Mercado            | Hernán Buenahora          |          |
| 2004                       | Iban Mayo                  | Félix Cárdenas                 | Haimar Zubeldia           |          |
| 2005                       | Adolfo García Quesada      | Samuel Sánchez                 | Giampaolo Cheula          |          |
| 2006                       | Óscar Sevilla              | Eladio Jiménez                 | Luca Mazzanti             |          |
| 2007                       | Koldo Gil                  | Alberto Fernández de la Puebla | John-Lee Augustyn         |          |
| 2008                       | Ángel Vicioso              | Xavier Tondo                   | Bruno Pires               |          |
| 2009                       | Francisco Mancebo          | Tiago Machado                  | Javier Moreno             |          |
| 2010                       | Fabio Duarte               | Beñat Intxausti                | Ezequiel Mosquera         |          |
| 2011                       | Javier Moreno              | Sérgio Sousa                   | Hernâni Broco             |          |
| 2012                       | Beñat Intxausti            | David de la Cruz               | Rémy Di Grégorio          |          |
| 2013                       | Amets Txurruka             | Mikel Landa                    | Javier Moreno             |          |
| 2014 keine Austragung      |                            |                                |                           |          |
| 2015                       | Igor Antón                 | Amets Txurruka                 | Jesús Herrada             |          |
| 2016                       | Hugh Carthy                | Sergio Pardilla                | Daniel Moreno             |          |
| 2017                       | Nairo Quintana             | Óscar Sevilla                  | João Benta                |          |
| 2018                       | Richard Carapaz            | Jonathan Caicedo               | Ricardo Mestre            |          |
| 2019                       | Richard Carapaz            | Krists Neilands                | Alexander Wlassow         |          |
| 2020                       | abgesagt                   | abgesagt                       | abgesagt                  | abgesagt |
| 2021                       | Nairo Quintana             | Antonio Pedrero                | Pierre Latour             |          |
| 2022                       | Iván Sosa                  | Lorenzo Fortunato              | Nicolas Edet              |          |
| 2023                       | Lorenzo Fortunato          | Einer Rubio                    | Iván Sosa                 |          |
| 2024                       | Isaac Del Toro             | Rafał Majka                    | Eric Fagúndez             |          |
| 2025                       |                            |                                |                           |          |